# برنامج التدريب الميداني
برنامج التدريب الميداني، المعروف أيضًا باسم برنامج الاختبار، هو نوع من برامج التدريب والتقويم الاختباري، يُتيح للمتدربين والمجندين اكتساب خبرة عملية مباشرة في مهنهم ومجال عملهم. وهو يُشبه التدريب الرسمي في الأكاديميات أو معسكرات التدريب، وغالبًا ما يكون مُصاحبًا له. غالبًا ما يُشرف على برامج التدريب الميداني ضباط تدريب ميدانيون أو أعضاء ذوو خبرة، حيث يُرشدون المتدربين في إكمال تدريبهم ويُقدمون تقارير عن سلوكياتهم وتجاربهم لمزيد من التقويم.
تُستخدم برامج التدريب الميداني غالبًا في خدمات الطوارئ، وهي تنشأ منها تحديدًا، وخاصةً الشرطة وخدمات الطوارئ الطبية. وقد تستخدم الجيوش وشبه العسكرية برامج مُماثلة أيضًا.